# Néstor Ortigoza
Néstor Ezequiel Ortigoza (né le 7 octobre 1984 à San Antonio de Padua dans la province de Buenos Aires) est un joueur de football argentino-paraguayen.

## Biographie

### Club
Ortigoza commence sa carrière en 2004, avec le club argentin de l'Argentinos Juniors. En 2005, il effectue une brève période en prêt avec le Club Atlético Nueva Chicago avant de retourner à l'Argentinos. En 2007, il commence à devenir un élément important de l'équipe, devenant titulaire à chaque reprise. En 2009, l'entraîneur d'Argentinos Juniors Claudio Borghi en fait une des pièces maîtresses de l'effectif.
Ortigoza fut un acteur important de l'équipe d'Argentinos Juniors qui remporta la Primera Division Clausura 2010, saison lors de laquelle il joua 17 des 19 matchs du club et inscrivit 3 buts durant leur campagne victorieuse.
En 2011, il signe un contrat de trois ans et demi avec le Club Atlético San Lorenzo de Almagro.

### Naturalisation paraguayenne
Le père d'Ortigoza étant paraguayen, l'entraîneur argentin de la sélection paraguayenne Gerardo Martino exprime son désir de le faire évoluer en équipe nationale. Ortigoza obtient la naturalisation paraguayenne, mais seulement après approbation de Diego Maradona.
Le 8 avril 2009, il obtient la nationalité paraguayenne, ce qui le rend éligible pour disputer des matchs en sélection avec l'équipe du Paraguay, bien qu'il puisse toujours choisir d'évoluer avec l'équipe d'Argentine.

### Sélection
Ortigoza est appelé pour la première fois en équipe du Paraguay de football lors des matchs de qualifications contre le Venezuela puis contre la Colombie,.

## Palmarès
Argentinos Juniors
- Championnat d'Argentine (1) : Clausura 2010

 San Lorenzo de Almagro
- Copa Libertadores : 2014